# Ярославль (Смоленская область)
Яросла́вль — деревня  в  Смоленской области России,  в Ельнинском районе. Население – 86 жителей (2021 год)  . Расположена в юго-восточной части области в 2 км северо-восточнее  Ельни на берегах реки Десна. Расстояние до Смоленска 110 км по трассе. Входит в состав Ельнинского  городского поселения. Является самой большой деревней Ельнинского городского поселения. А также является единственной деревней в России с таким названием.

## История
Была основана в 1861 году. В годы Великой Отечественной войны деревня была местом ожесточённых боёв. Первый раз деревня была оккупирована гитлеровскими войсками в июле 1941 года. Освобождена в ходе Ельнинской операции. Повторно оккупирована 5 октября 1941 года. Окончательно освобождена в ходе Ельнинско-Дорогобужской операции 30 августа 1943 года.

## Экономика
В данный момент ничего не функционирует.

## Достопримечательности
Братская могила, где захоронены 150 воинов, участников Великой Отечественной войны 1941-1945 годов.